# Степанов, Иван Васильевич
Иван Васильевич Степанов (1908—1943) — сержант Рабоче-крестьянской Красной Армии, участник Великой Отечественной войны, Герой Советского Союза (1944).

## Биография
Иван Степанов родился в марте 1908 года в деревне Зыбаловка (ныне — Жуковский район Калужской области). После окончания пяти классов школы проживал и работал в Москве. В июне 1941 года Степанов был призван на службу в Рабоче-крестьянскую Красную Армию. С февраля 1942 года — на фронтах Великой Отечественной войны.
К сентябрю 1943 года гвардии сержант Иван Степанов был пулемётчиком 29-го гвардейского стрелкового полка 12-й гвардейской стрелковой дивизии 61-й армии Центрального фронта. Отличился во время битвы за Днепр. В период с 28 сентября по 2 октября 1943 года Степанов огнём своего пулемёта прикрывал переправу основных сил на плацдарм в районе деревни Глушец Лоевского района Гомельской области Белорусской ССР, отразив большое количество солдат и офицеров противника. 2 октября 1943 года в критический момент боя Степанов поднял своих товарищей в атаку, отбросив противника, но и сам при этом погиб.
Указом Президиума Верховного Совета СССР «О присвоении звания Героя Советского Союза генералам, офицерскому, сержантскому и рядовому составу Красной Армии» от 15 января 1944 года за «образцовое выполнение боевых заданий командования по форсированию реки Днепр и проявленные при этом мужество и героизм» удостоен высокого звания Героя Советского Союза посмертно.
Также посмертно был награждён орденом Ленина.